# Luftkrigföring

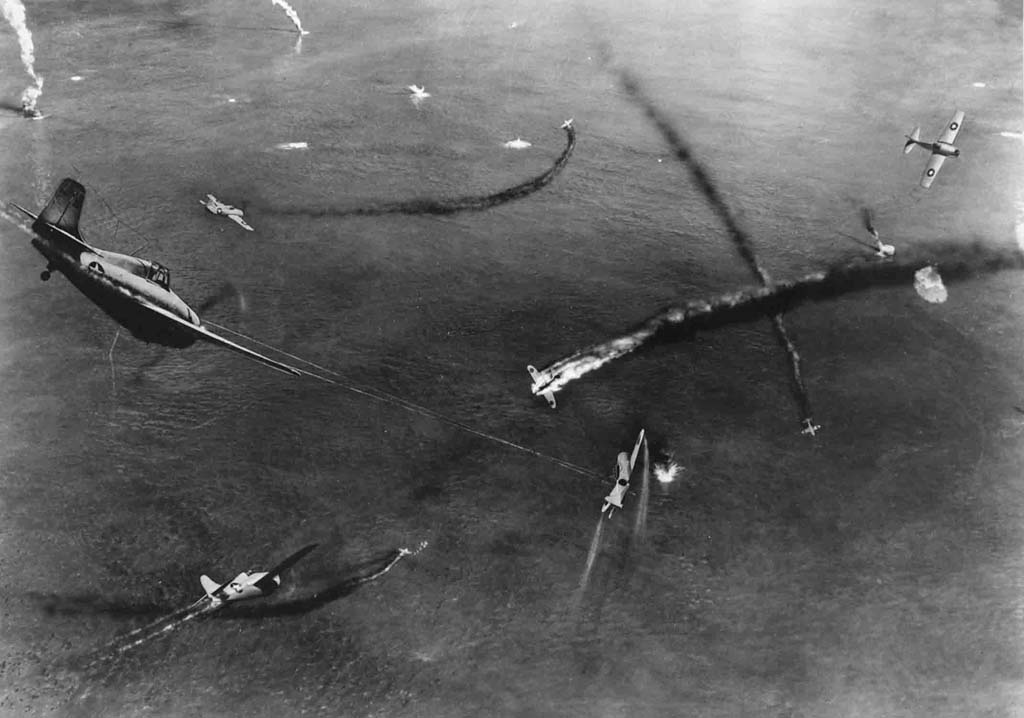
Ett diorama som visar luftkriget mellan amerikanska och japanska flygplan i juni 1942.

Luftkrigföring är i stort sett bestående av två väsensskilda verksamheter - flygbombning av olika kategorier och strider mellan flygplan från skilda parter. Under andra världskriget fick flygvapnet för första gången stor betydelse i en internationell väpnad konflikt, en position som tidigare i hög grad innehafts av flottan.

## Början
Sedan bröderna Montgolfier blev först med att lyckas skicka upp en varmluftsballong experimenterade man med att använda luftballonger till militär spaning. Detta blev inte en etablerad praxis förrän tiden kring första världskriget (1914-1918). Bröderna Wright blev 1903 först med att lyckas flyga en bemannad flygfarkost som var tyngre än luft. Kort därefter började man utforska de militära möjligheterna med dessa nya flygplan.
Italiensk-turkiska kriget (1911-1912) blev det första kriget där flygbombning från flygplan användes (av Italien).

## Första världskriget
I början av första världskriget (1914-1918) var det militära flygplanen obeväpnade och användes för spaning. Den första tidens beväpning bestod av handeldvapen och handkastade bomber som piloterna på eget bevåg tog med sig. Utvecklingen tog fart under krigets gång och vid krigsslutet hade man utvecklat många olika typer av specialiserade flygplan: bombflygplan, spaningsflygplan, jaktflygplan med flera. Strategisk bombning, det vill säga bombning av industrier och civilbefolkning bakom fronten utvecklades under kriget även om den inte fick den omfattning som under andra världskriget.
Även zeppelinare användes men de blev en parentes i luftkrigföringens historia. Kanske mest känt är tyskarnas användning av zeppelinare för att bomba det engelska fastlandet men de tyska zeppelinarna flög många fler sjöspaningsuppdrag än bombräder. Man använde också luftballonger till spaning, artilleriledning och som spärrballonger.

## Andra världskriget
Till skillnad från första världskriget fick luftkrigföringen stor betydelse under andra världskriget. För tyskarnas blixtkrig var bombflyget en viktig del i den snabba framryckningen då de kunde fungera som "flygande artilleri" vilket gjorde att de snabba pansartrupperna inte behövde invänta det långsammare artilleriet innan man kunde anfalla. Den strategiska bombningen utökades under kriget allt mer, bland annat bombades engelska städer av tyskarna under blitzen och konceptet nådde sin slutpunkt med atombomberna över Hiroshima och Nagasaki.
Slaget om Storbritannien (hösten 1940) mellan Tyskland och Storbritannien blev det första slaget som utkämpades helt mellan flygstridskrafter.
Radarn kom att få stor användning under kriget, först markbaserad som kunde upptäcka angripande flyg och senare monterade på flygplan för bland annat ubåtsjakt. Sjökrigföringen ändrade karaktär på grund av flyget, det kunde räcka med en träff från ett torpedflygplan eller en störtbombare för att sänka även de största slagskeppen. Detta gjorde att hangarfartygen nu blev den dominerande fartygstypen till sjöss. Luftlandsättning där man satte in trupper bakom fiendens linjer med antingen fallskärm eller glidflygplan användes i stor skala (exempelvis Operation Market Garden.
Torped- och störtbombarna hade framgångar, speciellt tidigt i kriget, men visade sig alltför sårbara i slutändan. Störtbombarna var extra sårbara för jaktflygplan efter de kom upp ur sin dykning, då hastigheten var mycket låg. Torpedflygplan måste hålla en rak och stadig kurs under torpedanfall, vilket gjorde dem sårbara för både jaktflyg och luftvärn. Detta gjorde att de typerna av flygplan ersattes av jaktbombplan (också benämnda jakt/attackflygplan) under kriget. Dessa flygplan var lätt modifierade jaktflygplan som var flexiblare än specialiserade lätta bombflyg. De kunde om de blev anfallna av jaktflyg dumpa sina bomber och försvara sig på lika termer och samma flygplan kunde användas till jakt beroende på situationen.
I slutet av kriget sattes de första jetflygplanen in i strid, de fick dock inte någon betydelse för krigsutgången. Dock insåg alla stormakterna att propellerflygplanens tid var förbi när jetflygplanen dök upp, propellerflygplanen var utklassade av de snabbare jetflygplanen som blev standard efter kriget. Man experimenterade även med primitiva robotar av olika slag till exempel luftvärnsroboten Wasserfall och den radiostyrda bomben Fritz X.
Beväpningen på jaktflygplanen blev under krigets gång allt grövre, från kulsprutor i gevärskaliber (ex 7,62 mm) till tunga kulsprutor (12,7 mm kaliber) till automatkanoner (20–40 mm kaliber). Automatkanonerna var inte tillräckligt effektiva mot de tunga bombflygplanen, så mot slutet av kriget infördes raketer som sköts i salvor mot formationer med bombflygplan. Raketer mot bombflygplan blev standardbeväpning för jaktflyget efter kriget, fram till standardiseringen av jaktrobotarna.

## Efterkrigstiden / kalla kriget
Koreakriget (1950-1953) blev det första kriget där jetflygplan (amerikanska mot sovjetiskbyggda) möttes i strid. De höga hastigheterna gjorde det svårare för jaktflygplanen att träffa varandra med sina automatkanoner. Jaktrobotar blev med tiden standardbeväpning på jaktflygplan.
När Vietnamkriget (1963-1975) bröt ut hade man i USA teoretiserat att automatkanoner var onödiga när man nu hade jaktrobotar. Detta visade sig vara ett misstag, och de vietnamesiska jaktflygplanen med automatkanoner hade fördel mot de amerikanska jaktflygplan som inte hade några kanoner. Luftlandsättning med helikoptrar utövades mycket av USA i Vietnamkriget. Attackhelikoptrar användes också av USA.
Stealthflygplan (som absorberar eller splittrar radar- och infraröd bestrålning i syfte att undvika upptäckt) sattes in i strid av USA för första gången 1989 under invasionen av Panama. Kosovokriget (1998-1999, mellan Nato och Jugoslavien) blev det första kriget som avgjordes helt av flygplan, utan markstrider.
Obemannade luftfarkoster för spaning och attack utvecklades.